# Port lotniczy Aurangabad
Port lotniczy Aurangabad (IATA: IXU, ICAO: VAAU) – port lotniczy położony w Aurangabad, w stanie Maharasztra, w Indiach.